# Revólver (película de 1973)
Revólver, es una película italo-franco-alemana dirigida en 1973 por Sergio Sollima.
El sensacional thriller italo-franco-alemán titulado en Estados Unidos con el nombre de Blood in the Streets, fue conocido durante la producción con el restringido título de Revólver

## Sinopsis
Oliver Reed interpreta a un funcionario de prisiones cuya esposa es secuestrada. El precio por su libertad es la liberación de Fabio Testi, un criminal encarcelado. Es evidente que los antiguos aliados de Testi, tienen un plan para asesinarle cuando este se encuentre en libertad. Reed y Testi trabajan en equipo hasta aniquilar a los malvados. Blood in the Streets se plantea como un film antiarmamentista, pero la trama es resuelta por Oliver Reed esgrimiendo un arma.